# Jonathan Steele (historieta)
Jonathan Steele es una historieta italiana de ciencia ficción, creada por Federico Memola en 1999.

## Trayectoria editorial
La primera serie fue editada por la casa Sergio Bonelli Editore y se estrenó con el episodio titulado "L'isola misteriosa". Fueron editados 64 álbumes.
En 2004 se estrenó una segunda serie editada por Star Comics, que publicó 53 números más dos series de álbumes especiales (Agenzia Incantesimi y Jonathan Steele Extra).

## Argumento y personajes
Jonathan Steele vive en un futuro próximo donde, en una sola noche, millones de personas padecen mutaciones físicas de diversos tipos, en algunos casos acompañados de la adquisición de poderes mágicos. En la nueva sociedad la magia convive con la tecnología, entre magos, elfos, dragones y varias criaturas fantásticas. Pese a las investigaciones y estudios desarrollados sobre este fenómeno durante los años siguientes, su origen sigue siendo desconocido. La verdad es que hace millones de años la magia ya existía, siendo producida por un equilibrio de energías místicas entre la Tierra y la Luna. Cuando una enorme criatura alienígena y mágica arrasa la Luna, este equilibrio se rompe y la magia desaparece de la Tierra. Un día, una misión lunar despierta la criatura hibernada, la cual toma posesión de un astronauta, Thomas Rickman, provocando el retorno de la magia.
Crecido en un orfanato y luego en las calles, Jonathan es un australiano que se une a Ripley, un pequeño delincuente que recluta jóvenes y los entrena para robar. Junto a él llega a América, donde los dos se separan. Jonathan se incorpora a un equipo de mercenarios, para luego huir y empezar una vida solitaria, hasta que conoce a Jasmine Rashad y Myriam Leclair. Jasmine es una canadiense de Montreal, hija de un pakistaní y de una alemana, experta en las artes mágicas gracias a las enseñanzas de su tía. En cambio, Myriam es una chica de Quebec, de carácter alegre, proactiva e independiente, quien también está dotada de poderes mágicos. Pese a sus diferencias de personalidad y conflictos, las dos fundan la Agencía de Investigaciones Mágicas, con sede en París, y tras conocer a Jonathan, lo contratan como investigador privado. Con el paso del tiempo, la amistad entre Jonathan y Myriam se convierte en amor.
Otros amigos de Jonathan son: las deidades lunares Selene y Chang'O; el exmercenario alemán Max, que posee el poder de la invisibilidad temporal y es parecido a un tigre; Rosalie, una exladrona retirada en los campos del Périgord, en Francia, arrendadora de la casa donde vive Jonathan; la joven Doris, genia de la mecánica y de la electrónica, quien suministra a Jonathan numerosos dispositivos como su auto volador; la mascota de Jonathan, un Pastor de Brie llamado Sam; el gato de Myriam Oliver, un gato egipcio resucitado por la diosa Bastet; el sargento de la policía de París Alain Rochefort; el primer amor de Jonathan, Delora Galvez; la familia Brummel, proprietaria de una agencia de investigaciones mágicas rival con sede en Londres, que a veces debe cooperar con la de Jasmine y Myriam; la mercenaria Isabel Fierro.
Los enemigos principales son Thomas Rickman, el jefe del proyecto para la construcción de la primera colonia terrestre en la Luna, y la organización terrorista Crimson Seven, liderada por Xenia Kristatos.
La segunda serie editada por Star Comics presenta algunos cambios. La historieta es ambientada en un presente alternativo, en una Tierra en la que siempre ha existido la magia y donde Atlántida es una potencia aislacionista temida por todas las naciones. Jonathan es un rogue, espía a sueldo, que tiene raras visiones sobre sí mismo viviendo las aventuras de la primera serie y también eventos ambientados en otras épocas históricas, en un juego de reencarnaciones y universos paralelos.

## Autores

### De Sergio Bonelli Editore

#### Guionistas
Federico Memola, Elettra Gorni, Stefano Vietti.

#### Dibujantes
Antonio Amodio, Jacopo Brandi, Sergio Giardo, Stefano Martino, Teresa Marzìa, Antonella Platano, Sergio Ponchione, Giacomo Pueroni, Luca Raimondo, Rossano Rossi, Tiziano Scanu, Gianni Sedioli, Gino Vercelli.